# Stadio Aragona
Lo stadio "Aragona" è lo stadio calcistico di Vasto. La sua capienza è di 5.374 spettatori e ospita le partite casalinghe della Vastese Calcio.

## Descrizione
Lo stadio deve il suo nome alla "Piana d'Aragona", terreno allora periferico alla municipalità che fu ceduto a titolo gratuito (25.000 metri quadri) dal comune di Vasto il 17 marzo 1924 alla prima società calcistica cittadina, la U.S. Vastese, per la costruzione di un impianto capace di ospitare oltre 2000 spettatori per la visione di incontri calcistici, ippica e motociclismo.
I prima lavori iniziarono nel maggio del 1929 e finirono tra alti e bassi nel 1931, con la messa in opera della scalinata guardante Corso Italia, la costruzione di un muro di sostegno lungo la nazionale Istonia e l'effetto movimento terra.
Al termine della seconda guerra mondiale nel 1945, con l'aiuto del CONI il direttivo societario dell'allora S.S. Vastese, riuscì ad ottenere la costruzione degli spogliatoi, la recinzione interna-esterna del campo da gioco, il muro di cinta e la tribuna centrale.
Nonostante numerosi progetti negli anni 1970 che prevedevano lo spostamento del campo in altra zona della città (il più famoso rimane quello del nipponico Kishō Kurokawa), ci furono lavori di ristrutturazione fondamentali negli anni 1980 e 1990, quali lo spostamento degli spogliatoi, il rifacimento del manto erboso, la costruzione delle tribune laterali e della curva nord "Tobruk" e sud "d'Avalos", per finire all'installazione dei fari di illuminazione.
Nella stagione 2015-2016, davanti ai rispettivi familiari e numerosi tifosi, ci fu l'intitolazione della tribuna centrale all'avvocato ed ex dirigente biancorosso Federico De Mutiis, in occasione incontro del 6 gennaio Vastese-Pineto (0-0), e della tribuna stampa all'ex presidente biancorosso Dante Marramiero il 31 gennaio in occasione del match Vastese-Cupello (3-2).
Attualmente lo stadio è omologato per un totale di 5.374 posti, di cui:
- Curva Nord Ospiti "Tobruk" (1413 posti)
- Distinti Nord (779 posti)
- Tribuna Centrale "De Mutis" (939 posti)
- Distinti Sud (743 posti)
- Curva Sud Locali "d'Avalos" (1500 posti)

Le caratteristiche del manto erboso (65m di larghezza e 105m di lunghezza), rendono lo stadio Aragona uno dei campi di calcio con la superficie erbosa più grande d'Italia.

## Eventi nazionali
Il Pescara nella stagione di Lega Pro Prima Divisione 2008-2009 ha disputato qui gran parte delle sue partite casalinghe per indisponibilità dello stadio Adriatico, soggetto a lavori di restauro per i Giochi del Mediterraneo.
Anche il Foggia Calcio ha disputato tre gare, una di Coppa Italia Lega Pro contro il Giulianova e due di Lega Pro Prima Divisione contro Lucchese e Foligno a causa del rifacimento del campo dello stadio Pino Zaccheria dopo il concerto di Eros Ramazzotti.
All'Aragona si sono disputati due quarti di finale e una semifinale del Campionato Primavera 2007-2008, Trofeo "Giacinto Facchetti", poi vinto dalla Sampdoria.
Questa è il riepilogo degli incontri:
- 2 giugno 2008: Genoa-Udinese 4-6, con goal di Felipe (U), doppietta di Scotto (G), Parfait (G) e Candreva (U), e tripletta di Laurito (U)
- 3 giugno 2008: Fiorentina-Juventus 2-1, con goal di Lepiller (F), Di Carmine (F) e Daud (J)
- 4 giugno 2008: Inter-Udinese 2-1, con goal di Siligardi (I), Ribas (I) e Candreva (U)

## Concerti
Nello stadio si sono tenuti concerti di:
- Franco Battiato (7 agosto 1982)
- Vasco Rossi (13 agosto 1983)
- Claudio Baglioni (12 agosto 1992)
- Litfiba (5 agosto 1993)
- Pino Daniele, Francesco De Gregori Fiorella Mannoia e Ron (agosto 2003)
- Pooh (luglio 2004)
- Fiorello (21 luglio 2007)
- Jovanotti (10 agosto 2008)
- Caparezza (2 agosto 2018)